# Boothville-Venice
Boothville-Venice és una població dels Estats Units a l'estat de Louisiana. Segons el cens del 2000 tenia 2.220 habitants.

## Demografia
Segons el cens del 2000, Boothville-Venice tenia 2.220 habitants, 746 habitatges, i 584 famílies. La densitat de població era de 333,5 habitants/km².
Dels 746 habitatges en un 41,6% hi vivien nens de menys de 18 anys, en un 58,3% hi vivien parelles casades, en un 14,2% dones solteres, i en un 21,7% no eren unitats familiars. En el 19% dels habitatges hi vivien persones soles el 5,9% de les quals corresponia a persones de 65 anys o més que vivien soles. El nombre mitjà de persones vivint en cada habitatge era de 2,96 i el nombre mitjà de persones que vivien en cada família era de 3,38.
Per edats la població es repartia de la següent manera: un 31,7% tenia menys de 18 anys, un 10,1% entre 18 i 24, un 28,6% entre 25 i 44, un 22,1% de 45 a 60 i un 7,5% 65 anys o més.
L'edat mediana era de 32 anys. Per cada 100 dones de 18 o més anys hi havia 100,9 homes.
La renda mediana per habitatge era de 33.813 $ i la renda mediana per família de 42.823 $. Els homes tenien una renda mediana de 35.385 $ mentre que les dones 18.571 $. La renda per capita de la població era de 13.123 $. Entorn de l'11,8% de les famílies i el 17,3% de la població estaven per davall del llindar de pobresa.

## Poblacions més properes
El següent diagrama mostra les poblacions més properes.